# Jan Pallado
Jan Pallado (ur. 12 lutego 1953 w Krakowie, zm. 29 czerwca 2016) – polski architekt i urbanista, wykładowca i profesor nadzwyczajny Politechniki Śląskiej w Gliwicach.

## Życiorys
Był absolwentem i od 1979 roku pracownikiem Politechniki Śląskiej. W 1989 roku otrzymał stopień doktora nauk technicznych na Politechnice Krakowskiej. Od 2009 roku kierował Katedrą Projektowania Architektonicznego Wydziału Architektury gliwickiej uczelni. Jako dydaktyk był promotorem 40 prac magisterskich oraz 6 prac doktorskich. Pracował również w Spółdzielni Pracy "Inwestprojekt-Katowice", a od 1985 roku prowadził własne Biuro Projektów Architektonicznych (z Aleksandrem Skupinem).
Należał do katowickiego oddziału Stowarzyszenia Architektów Polskich oraz Śląskiej Okręgowej Izby Architektów RP, w której od 2014 roku pełnił funkcję Wiceprzewodniczącego Okręgowej Komisji Kwalifikacyjnej. Był również członkiem Athens Institute for Education and Research w Atenach.
Został laureatem ponad dwudziestu konkursów architektonicznych oraz nagród m.in. ministerialnych i wojewódzkich za zrealizowane projekty, w tym Wysokiej Rekomendacji brytyjskiej organizacji World Architecture News (2011). Za zasługi został odznaczony Srebrnym i Brązowym Krzyżem Zasługi oraz złotą i srebrną Honorową Odznaką Izby Architektów Rzeczypospolitej Polskiej.
Został pochowany na cmentarzu przy ul. H. Sienkiewicza w Katowicach.

## Wybrane publikacje i redakcje
- 10 przypadków architektury usługowej z Aleksandrem Skupinem (2005)
- Architektura wielorodzinnych domów dostępnych (2007)
- Optymalizacja wykorzystania terenu pod nową zabudowę mieszkaniową na przykładzie miasta Ruda Śląska (2010, red.)
- Nowa siedziba Urzędu Marszałkowskiego Województwa Śląskiego (2010, red.)
- Roundabout - Market Square area in Katowice (2011)
- Zabudowa wielorodzinna: podstawy projektowania (2014)